# Шлямбур

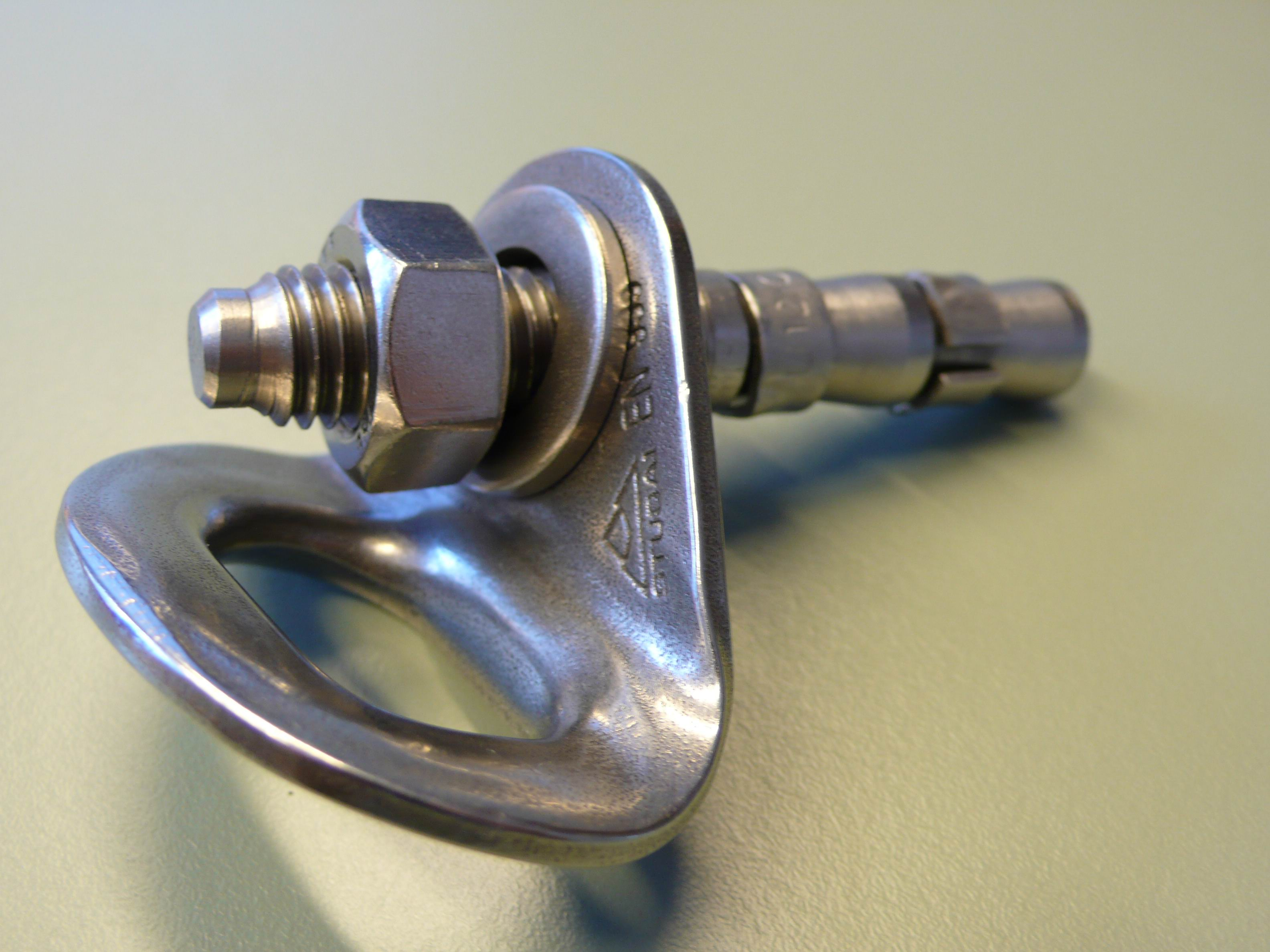
Многоразовый альпинистский шлямбур.

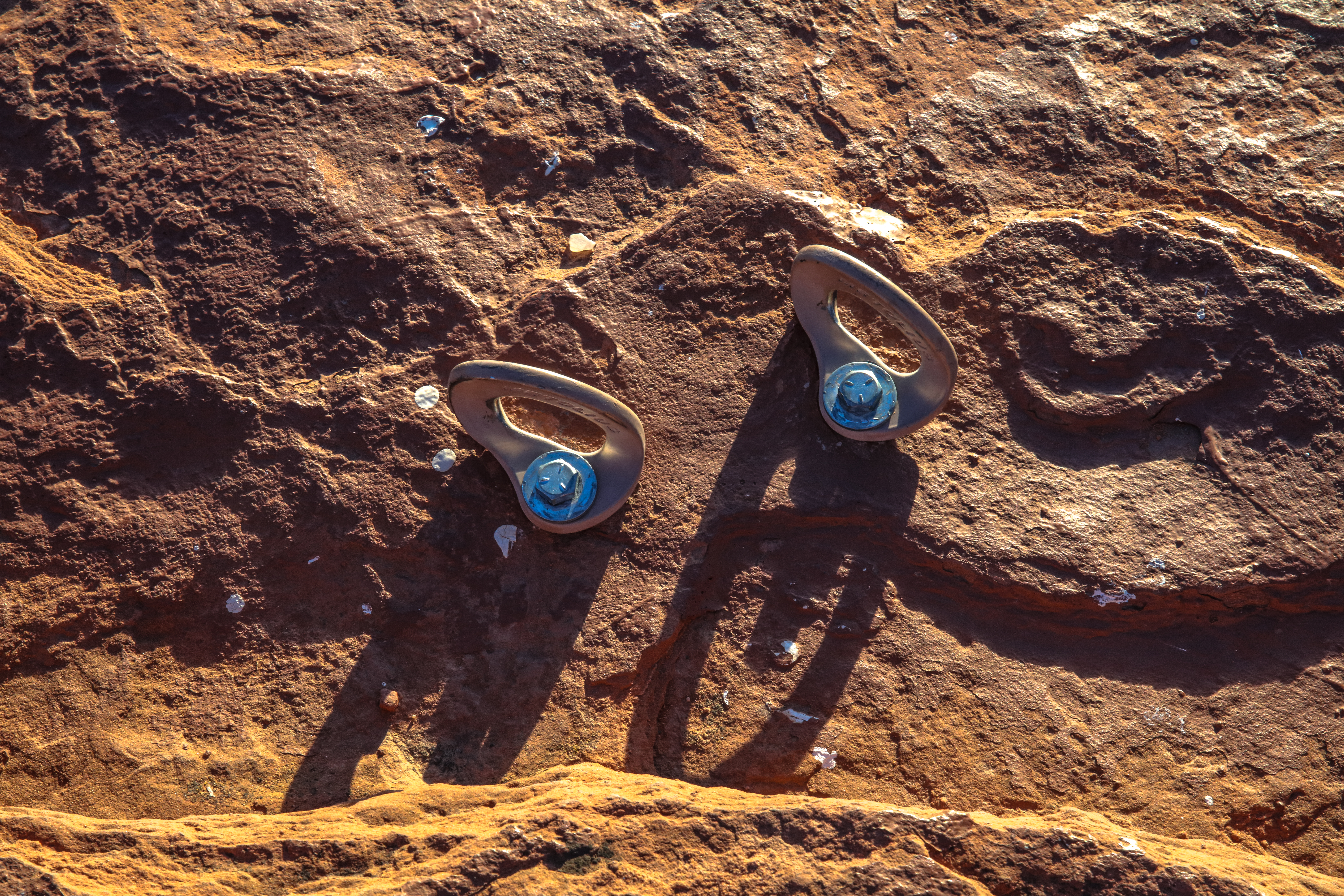
Два альпинистских шлямбура как две точки крепления.

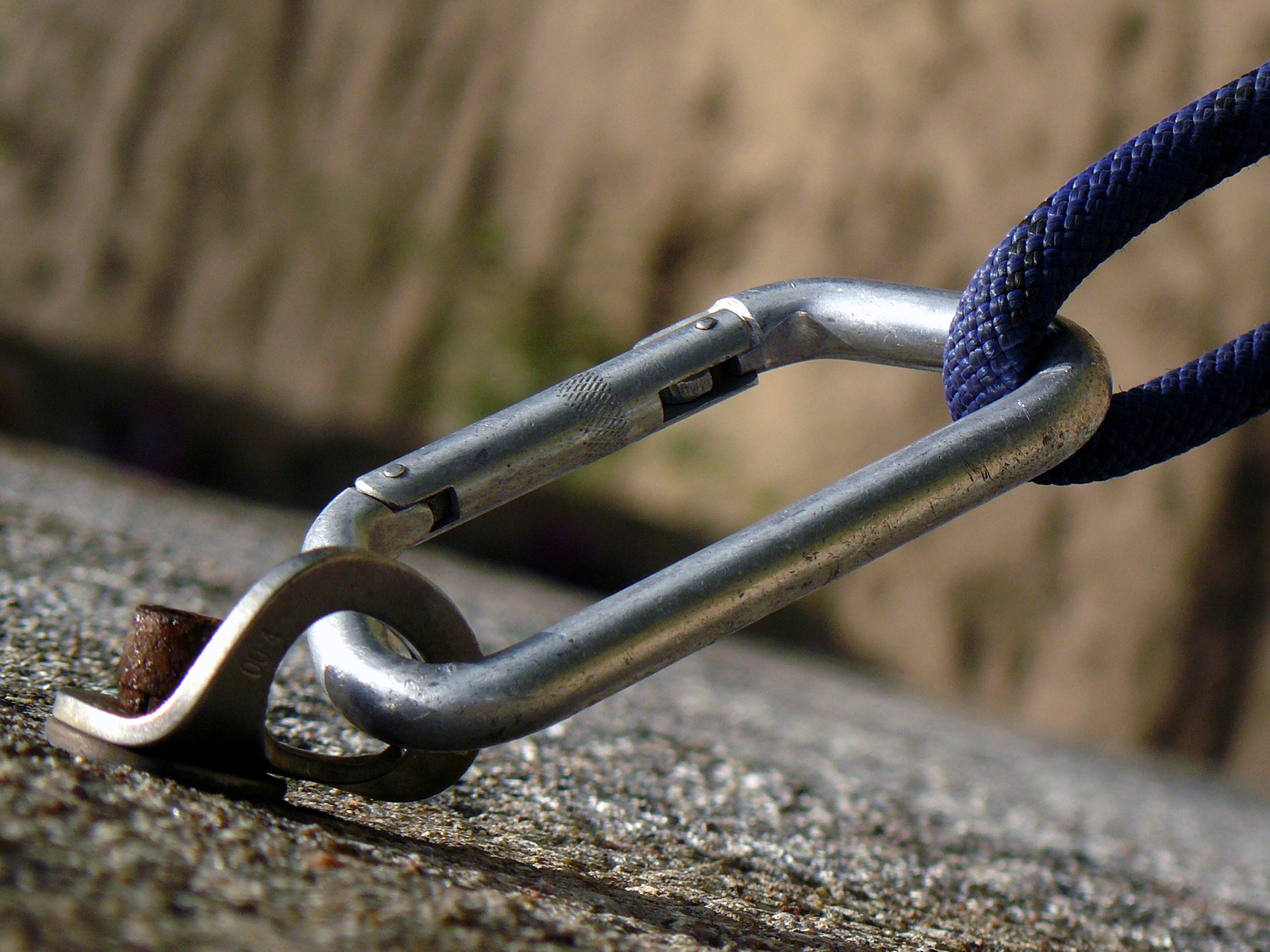
Карабин, вщёлкнутый в проушину шлямбурного крюка.

Шля́мбур (от нем. Schlagbohrer, из Schlagen «бить, ударять» + Bohrer «бурав» — ударный бур, бур для ударного бурения) или пробойник — металлический ручной инструмент (изделие) для проделывания отверстий в камне, бетоне и так далее, для чего-либо.
Также «шлямбур» упрощённое (жаргонное) название — Шля́мбурного ска́льного крюка.

## Ручной инструмент
Шля́мбур как ручной инструмент представляет собой металлическую трубу, с зубцами с одной стороны, различной длины и диаметра, в зависимости от необходимого пробиваемого отверстия и материала пробития (камень, кирпич, бетон)). Глубина и диаметр пробиваемого отверстия зависят от его предназначения. Перед работой намечают место для отверстия, приставляют шлямбур, зубчатой стороной, чтобы она находилась в будущем центре его отверстия, и начинают осторожно ударять по шлямбуру молотком. После каждого или нескольких ударов молотком по шлямбуру его необходимо проворачивать. Также шлямбур периодически необходимо вынимать, при пробитии, чтобы вытряхнуть накопившиеся в нём остатки камня, кирпича или бетона.

## Альпинизм
Шля́мбурный ска́льный крюк — альпинистское снаряжение, предназначенное для организации точек страховки на скалах. 
В отличие от обычных скальных крючьев, шлямбурный скальный крюк забивают не в трещину, а в монолит. Упрощённое (жаргонное) название — «шлямбур».
При использовании шлямбурных крючьев последовательность действий альпиниста следующая:
1. специальным пробойником — шлямбуром — делают отверстие в скале;
2. в отверстие вставляют шлямбурный скальный крюк с проушиной на конце и забивают молотком; при забивке он расклинивается в стене. Хорошо забитый шлямбурный скальный крюк выдерживает нагрузку около 25 кН (что резко уменьшается со временем, особенно в приморском солёном климате).

Шлямбурные крючья бывают одноразовые и многоразовые. Многоразовые отличаются от одноразовых тем, что крюк в стене расклинивается за счёт вкручивания по резьбе болта: выкручивая болт, можно вытащить крюк.
Использование шлямбурных крючьев для организации промежуточных точек опоры в альпинизме не приветствуют, так как это нарушает спортивный принцип свободного лазания. Поэтому шлямбурные крючья используют, преимущественно, для организации страховки, в том числе для ночёвки на стене.
В скалолазании шлямбурные крючья используют для подготовки трасс в лазании на трудность на естественном рельефе.